# Cão de gado transmontano
Cão de gado transmontano är en hundras från landskapet Trás-os-Montes i Região do Norte i Portugal. Den är en boskapsvaktare och herdehund av molossertyp. Rasen är en lokal lantras som är besläktad med liknande hundar på Iberiska halvön, till exempel mastin español och rafeiro do alentejo. Arbetet med att konsolidera rasen är ett samarbete mellan rasklubben, lokala får- och getuppfödare, den portugisiska kennelklubben Clube Português de Canicultura (CPC) samt de ansvariga för naturreservatet Montesinho, där man för landskapsvården har intresse av betesdjur som då måste skyddas mot vargangrepp.